# هيروجي كاتاوكا
هيروجي كاتاوكا (باليابانية: 片岡弘次؛ بالكانا: かたおか ひろじ) هو أكاديمي ياباني، ولد في 1941 في سايتاما في اليابان.